# Wandrahm

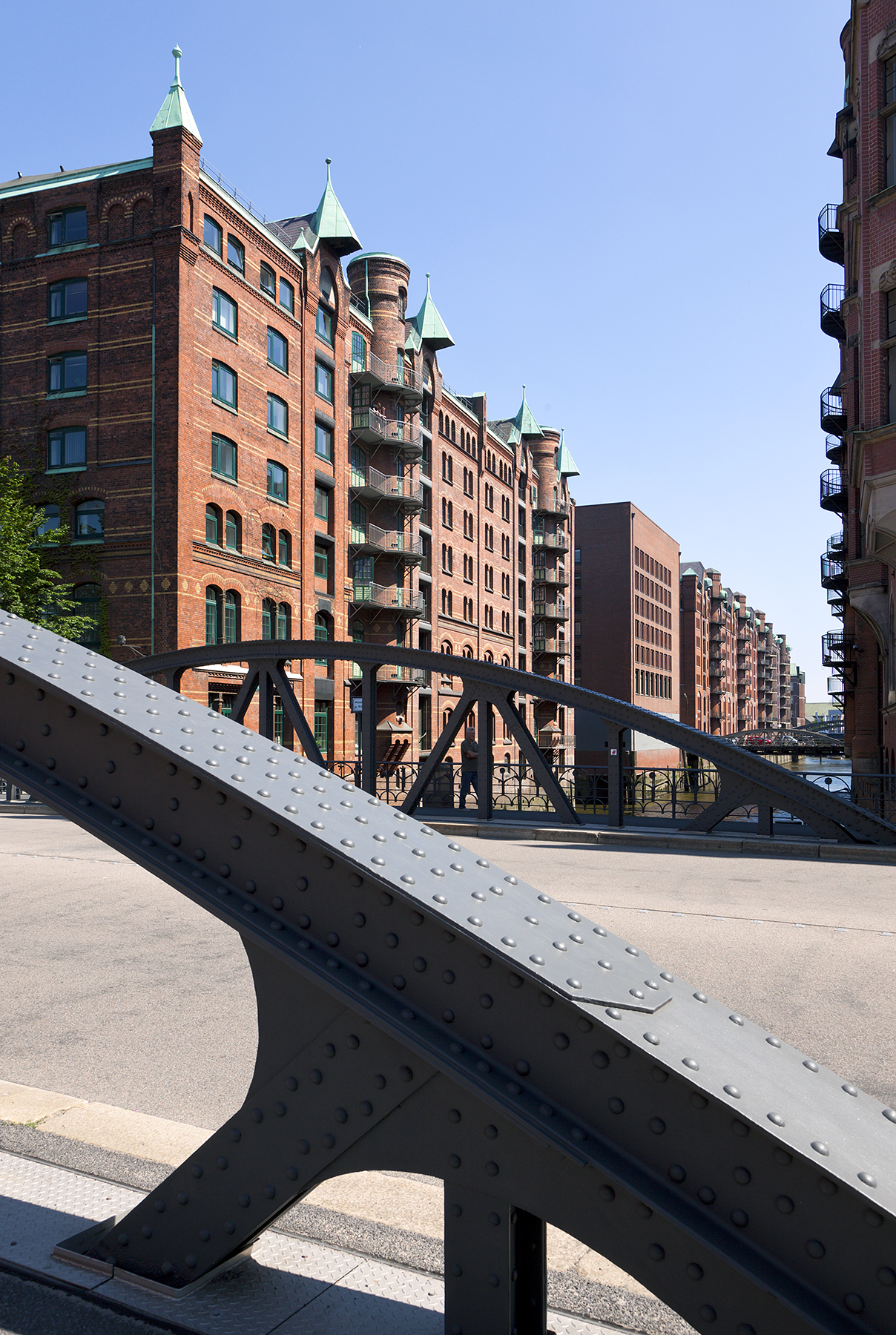
Blick in das Wandrahmsfleet von der Wandbereiterbrücke / Bei St. Annen

Der Wandrahm ist eine Insel im Hamburger Stadtgebiet, der nördliche Teil des Grasbrooks und die östliche Speicherstadt. Sie gehört zum Stadtteil HafenCity. Die Insel ist durch den Zollkanal im Norden und den Oberhafen im Osten von der Altstadt und durch das Wandrahmfleet, das St.-Annen-Fleet und das Holländischbrookfleet im Süden vom ehemaligen Hafengebiet getrennt. Vom Kehrwieder im Westen grenzt sie sich durch das Kleine Fleet ab. Die Kanäle werden mit insgesamt 13 Brücken überquert. In ost-westlicher Richtung durchziehen die Straßen Neuer Wandrahm und Alter Wandrahm das Gebiet, südlich liegen St. Annenufer, der Holländische Brook und die Poggenmühle.

## Geschichte
1532 wurde der Wandrahm zusammen mit der Nachbarinsel Kehrwieder in die befestigte Stadt einbezogen und das Brooktor angelegt. Mit Errichtung der Wallanlagen wurde auch dieses Tor verstärkt und es entstand mit dem Stadtgraben neben weiteren die  östlich vorgelagerte Bastion Ericus.
Vom 14. bis zum 17. Jahrhundert diente die Insel den Wandbereitern (Tuchherstellern) vor allem als Rahmenhof, also als Ort an dem Stoffe nach dem Walken und Färben auf Wandrahmen (Holzgestellen) zum Trocknen aufgestellt wurden. Die Wandbereitung war über einige Jahrhunderte ein erfolgreicher Gewerbezweig der Stadt. Dementsprechend errichtete die Stadt 1555 am östlichen Ende des Holländischen Brooks eine Wassermühle zur Verwendung als Walk- und Pochmühle, die im volksmündlichen Wortspiel Poggenmühle genannt wurde (Poggen = niederdt. Frösche). Sie wurde 1865 abgerissen.
Ab 1609 wurde der Wandrahm auch zur Wohnbebauung erschlossen und es siedelten insbesondere Handwerker und aus Holland eingewanderte Kaufleute an. So wies das Viertel vom 17. bis zum 19. Jahrhundert einige beachtete gutbürgerliche Stadthäuser auf, zum Beispiel das Haus Neuer Wandrahm 10, ein Stadtpalais des Kaufmanns Theodor Kerckring, beim Neuen Wandrahm 17, das Mortzenhaus auf den Grundstücken Alter Wandrahm 19 - 23 und das Wohn- und Kontorhaus der Familie Godeffroy am Alten Wandrahm 26, von 1861 bis 1885 als naturkundliches Museum Godeffroy betrieben.
Zwischen 1660 und 1662 entstand das große Kornhaus des Architekten Hans Hamelau am Alten Wandrahm, erbaut mit Eichenholz in Fachwerkbauweise. Es war 136 Fuß lang, 108 Fuß breit und diente als Großlager für Getreide, sowohl für die städtische Versorgung wie als Preisregulativ: in Zeiten von Teuerungen konnte an Bedürftige Korn zu niedrigen Preisen abverkauft werden. Seit der Franzosenzeit, ab etwa 1812 wurde es vom Militär als Lazarett und Kaserne genutzt, ab Mitte des 19. Jahrhunderts insbesondere vom 2. Hanseatischen Infanterie-Regiment Nr. 76. Nach deren Umzug in eine neue Kaserne an der Bundesstraße wurde das Gebäude 1871 abgerissen.

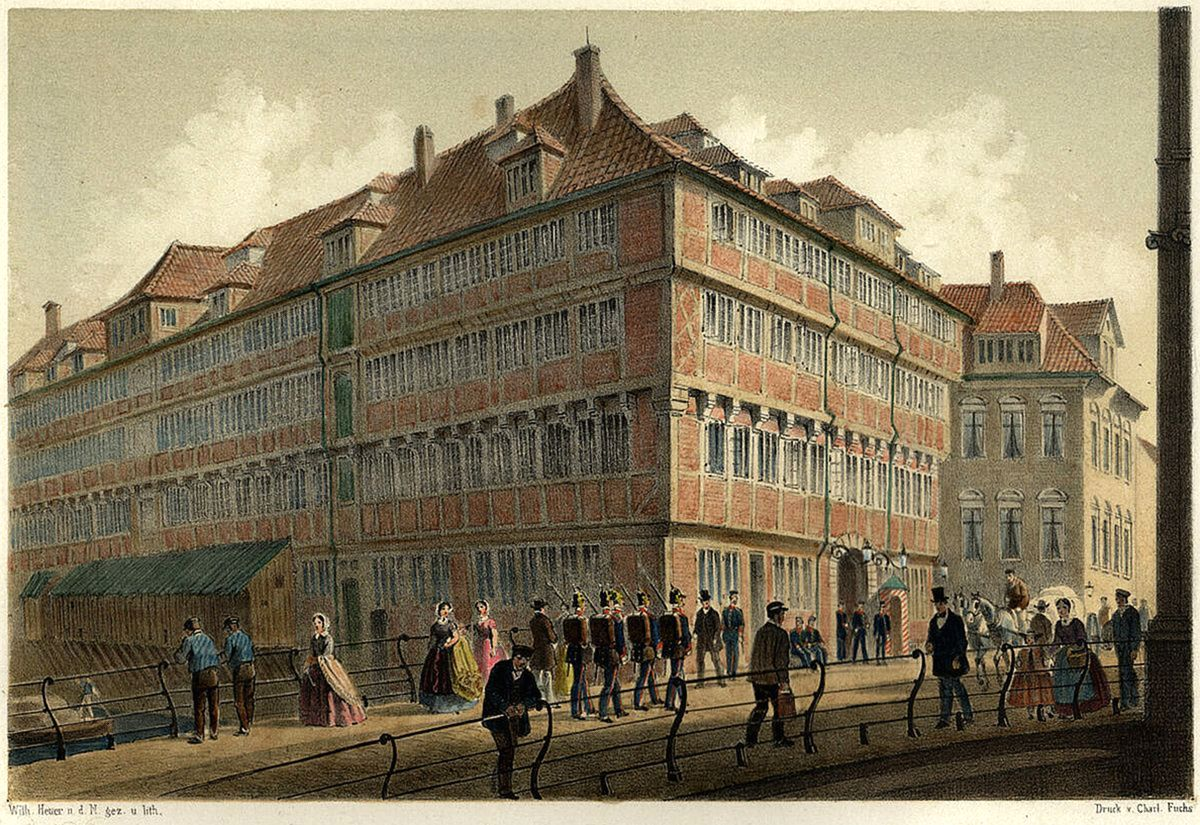
Kornhaus an Alten Wandrahm, 1862
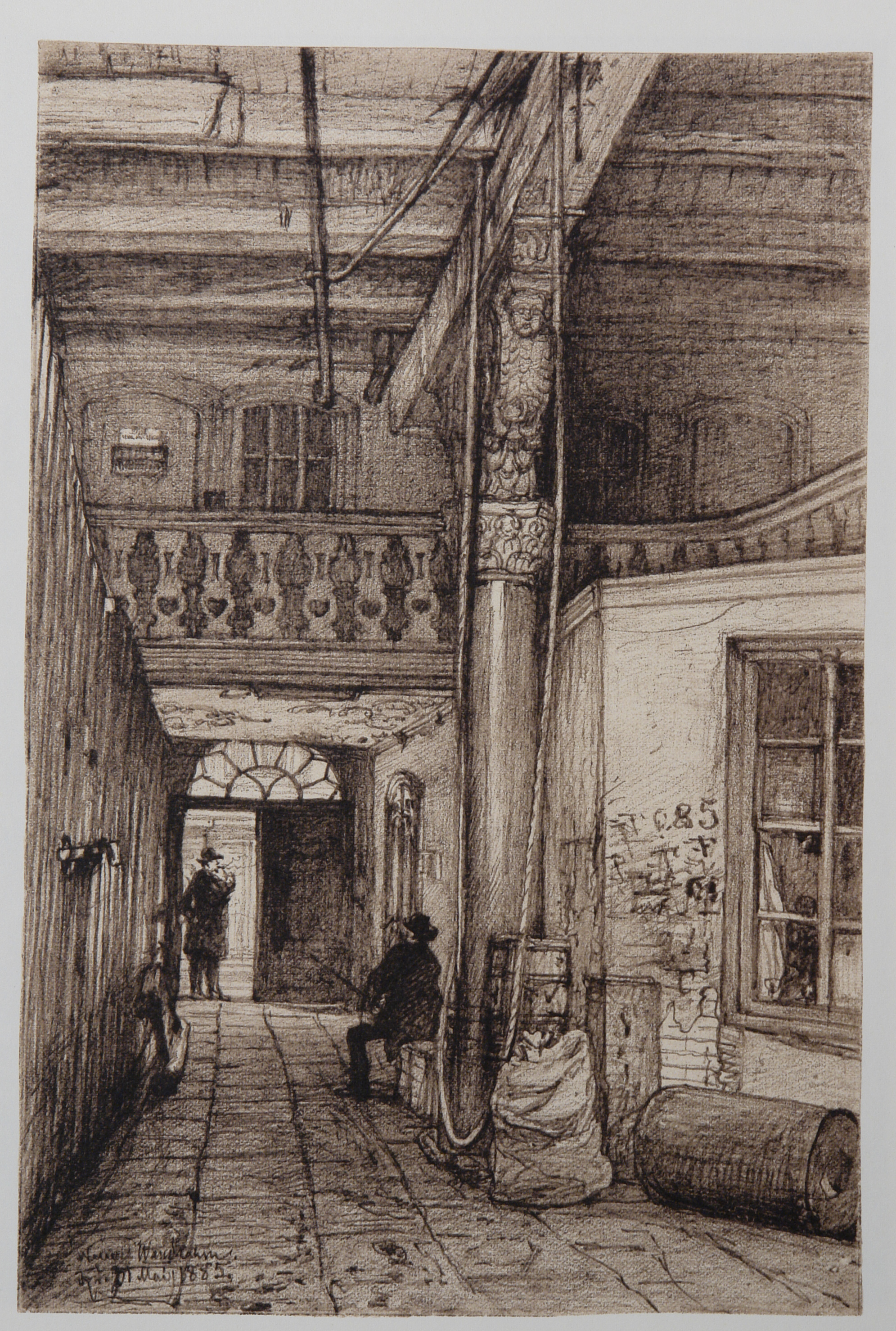
Neuer Wandrahm, 1885
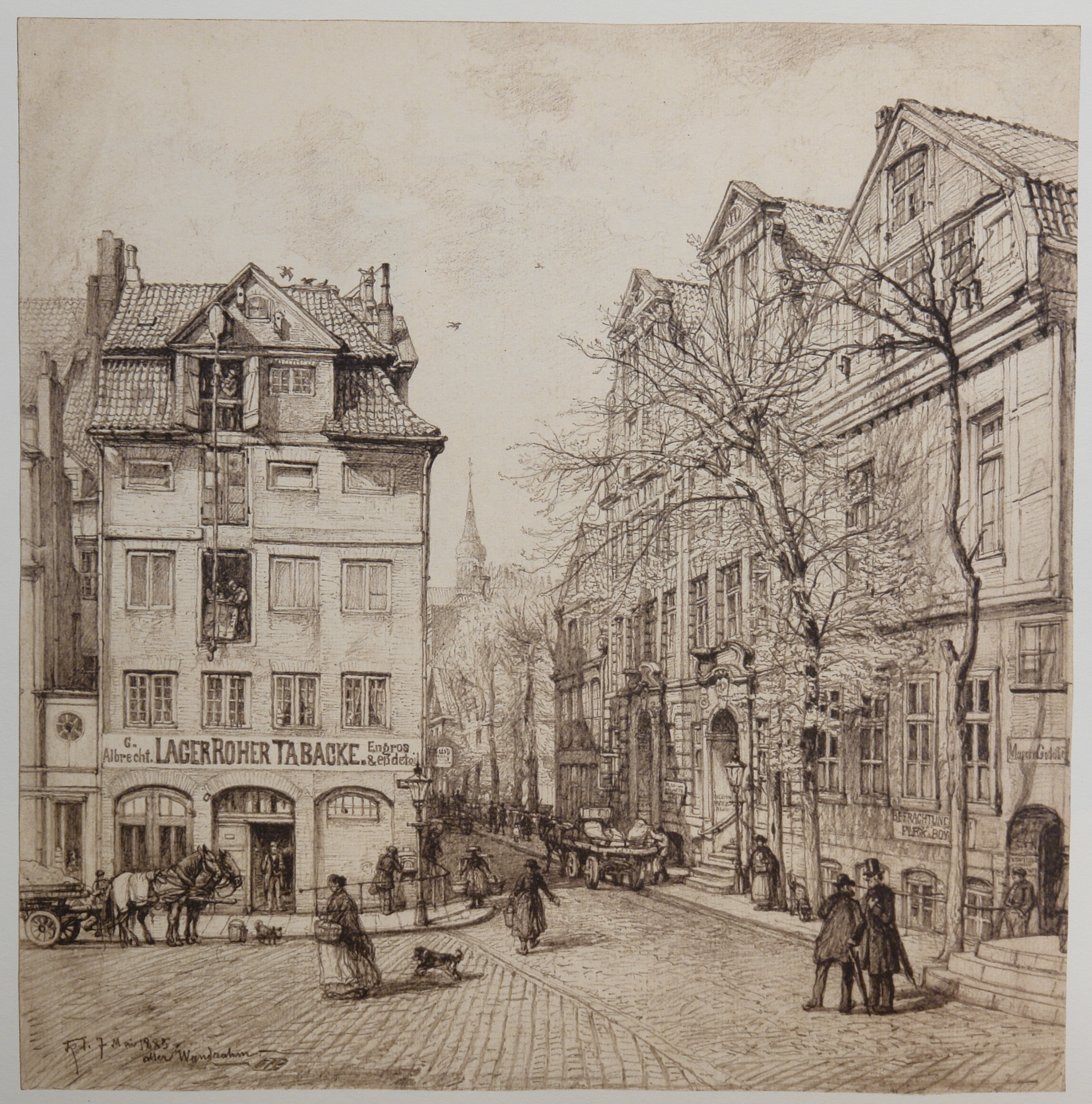
Alter Wandrahm, Ecke Poggenmühle, 1885
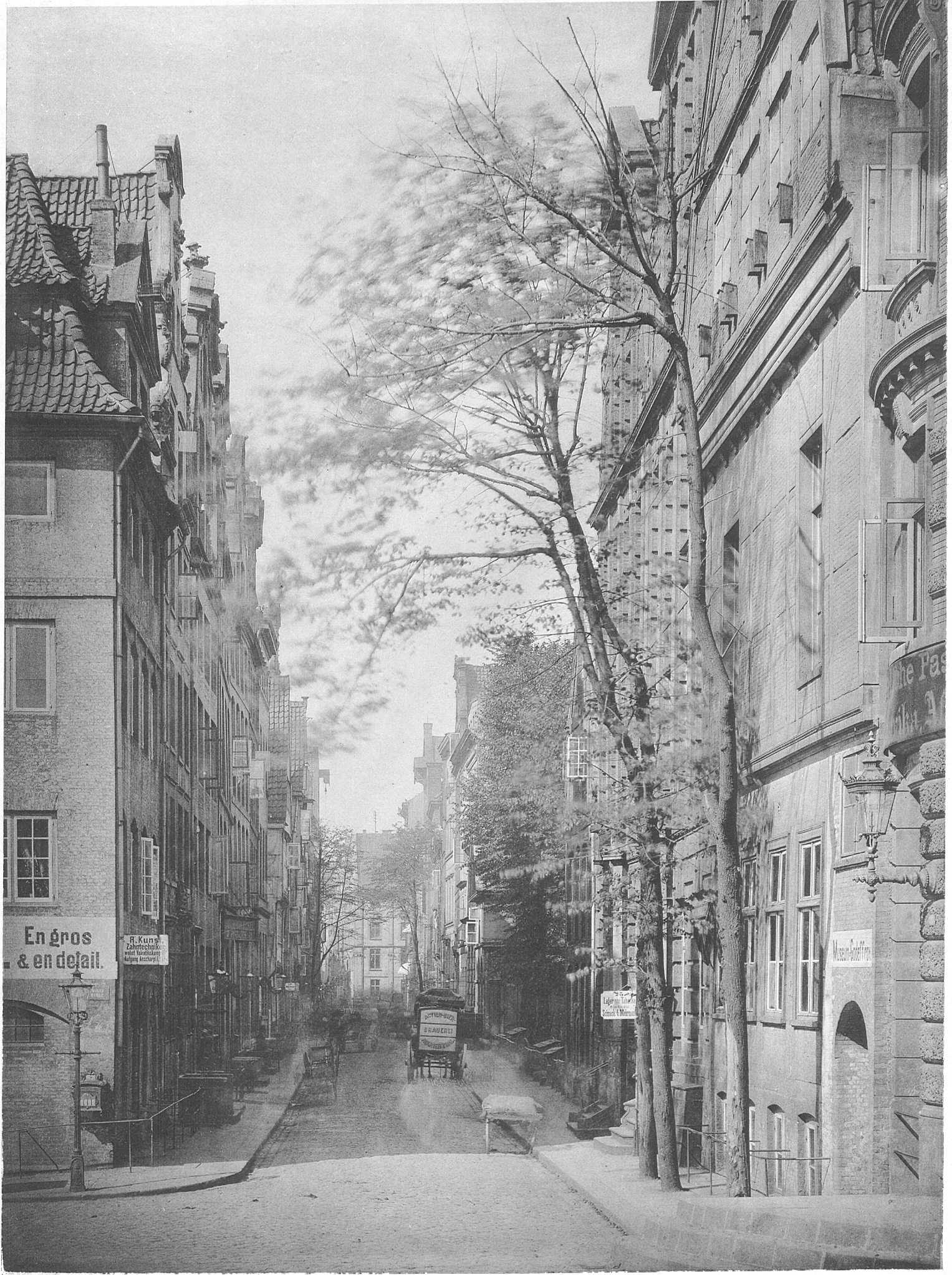
Alter Wandrahm, 1883

Bereits 1564, als bei einer Pestepidemie die innerstädtischen Friedhöfe keinen Platz mehr hatten, legte das Kirchspiel St. Katharinen den St.-Annen-Friedhof an. 1566 errichtete man etwa an der heutigen Ecke St. Annenufer / Bei St. Annen, die St.-Annen-Kapelle. Da auf dem Friedhof Gemeindearme auf Kirchspielkosten und zudem auch Selbstmörder beigesetzt wurden, galt er als Arm-Lüds-Karkhof. Der Friedhof wurde 1812 aufgehoben, die baufällig gewordene Kapelle 1869 im Rahmen von Straßenverbreiterungen abgerissen.
Neben der erhaltenen Straßenbezeichnungen ist eine Figurengruppe mit den Skulpturen der heiligen Anna und ihrer Tochter Maria südlich des Wandrahms an der Nordostecke des ehemaligen Verwaltungsbaus der Hamburger Freihafen-Lagerhaus-Gesellschaft (HFLG) eine Reminiszenz an die Begräbniskapelle. St. Anna ist die Patronin der Bergleute und der Schiffer und Kaufleute.

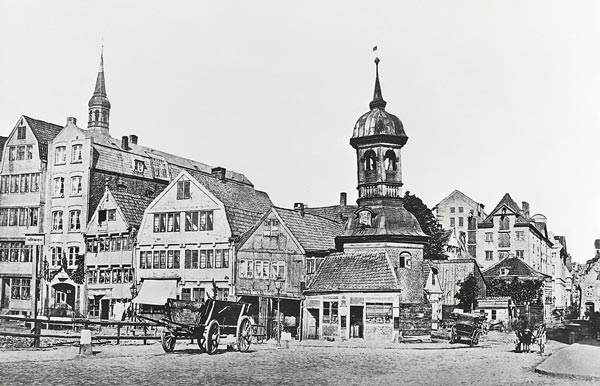
St. Annen Begräbniskapelle, vor 1869; im Hintergrund ist die St. Katharinen-Kirche zu sehen
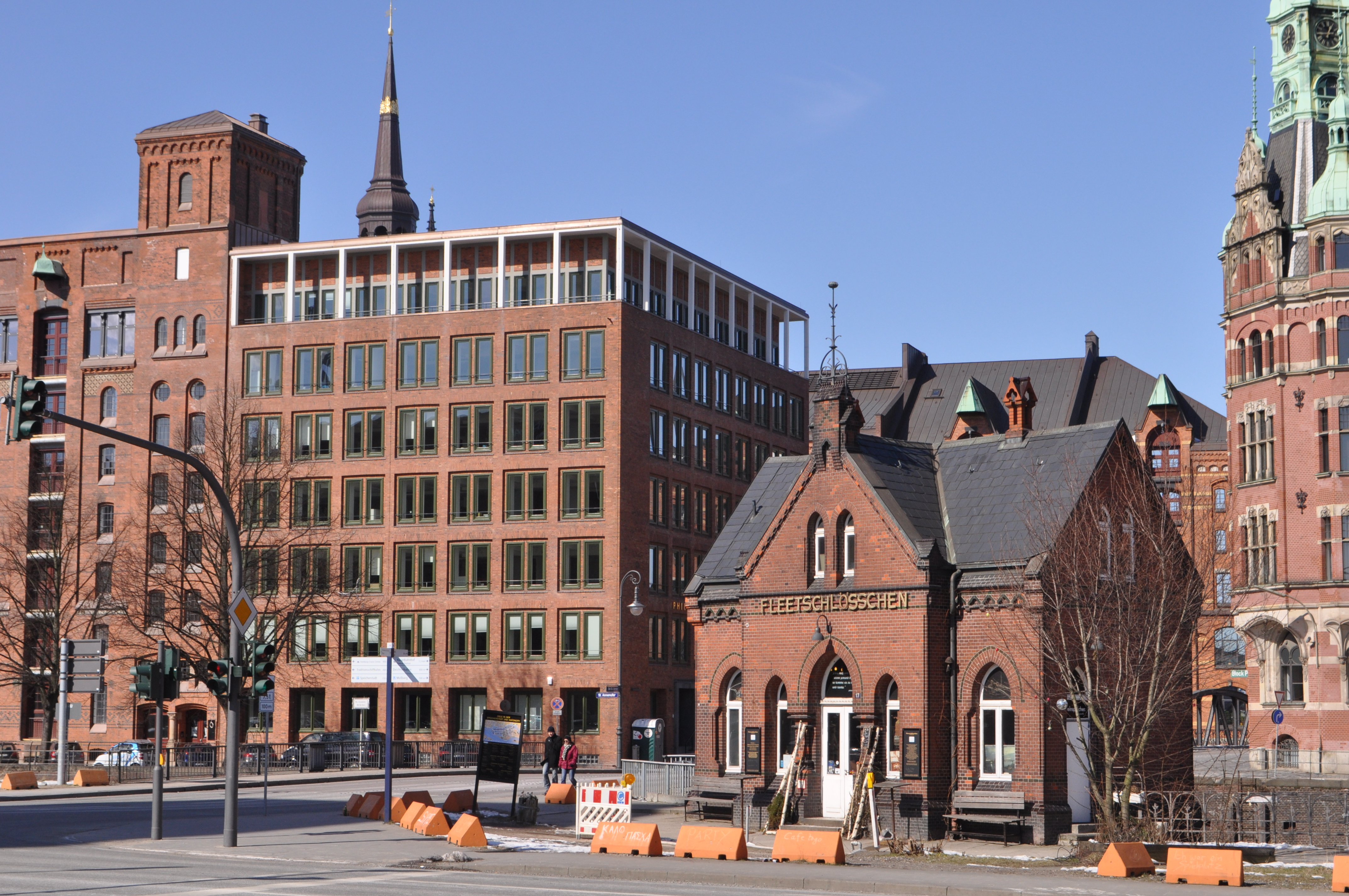
Ecke St. Annenufer / Bei St. Annen; auch hier im Hintergrund die St. Katharinen-Kirche
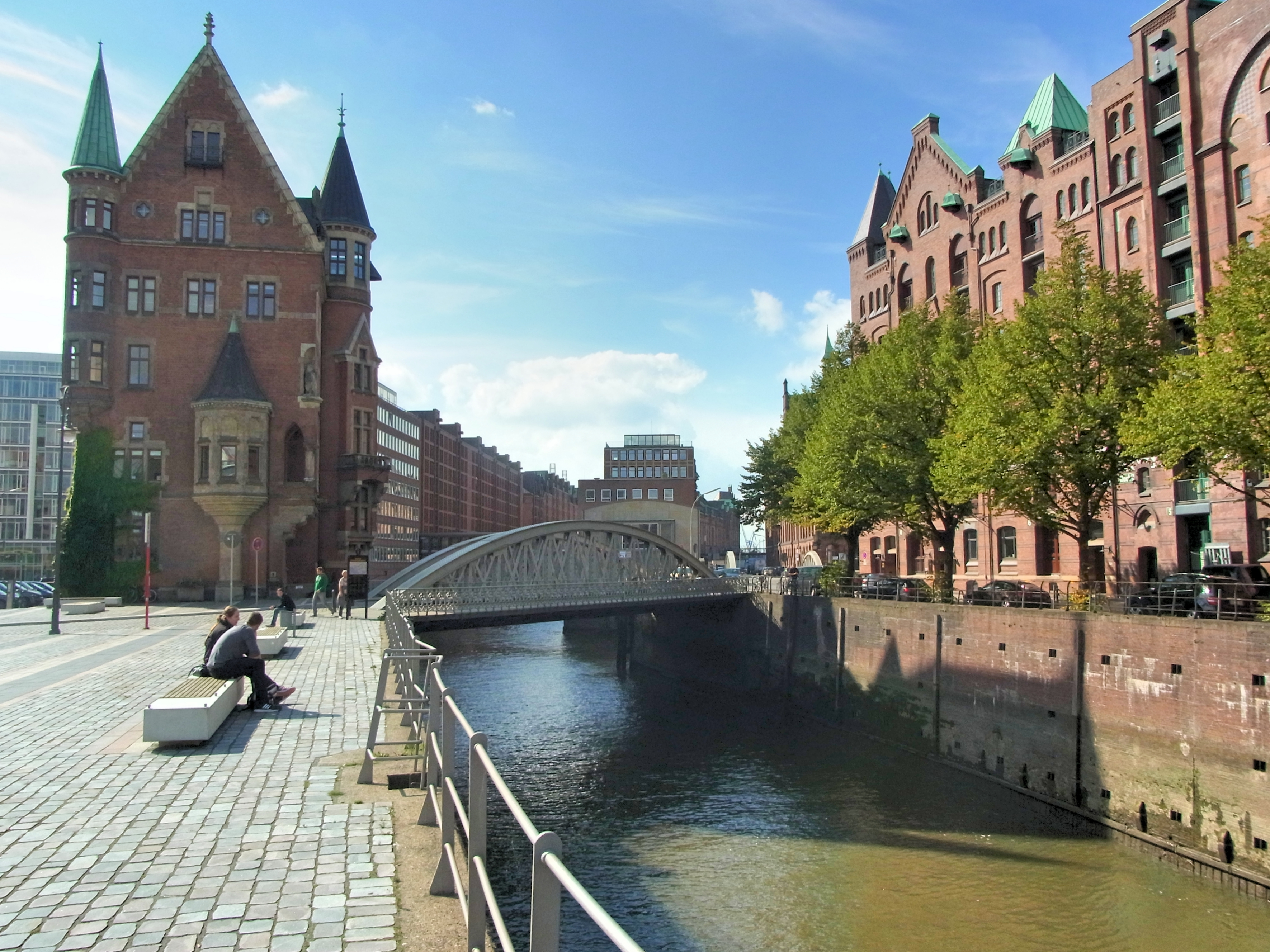
Neuerwegsbrücke über dem St. Annenfleet, links das erste Verwaltungsgebäude der damaligen Hafenbehörde (HFLG-Verwaltungshaus)
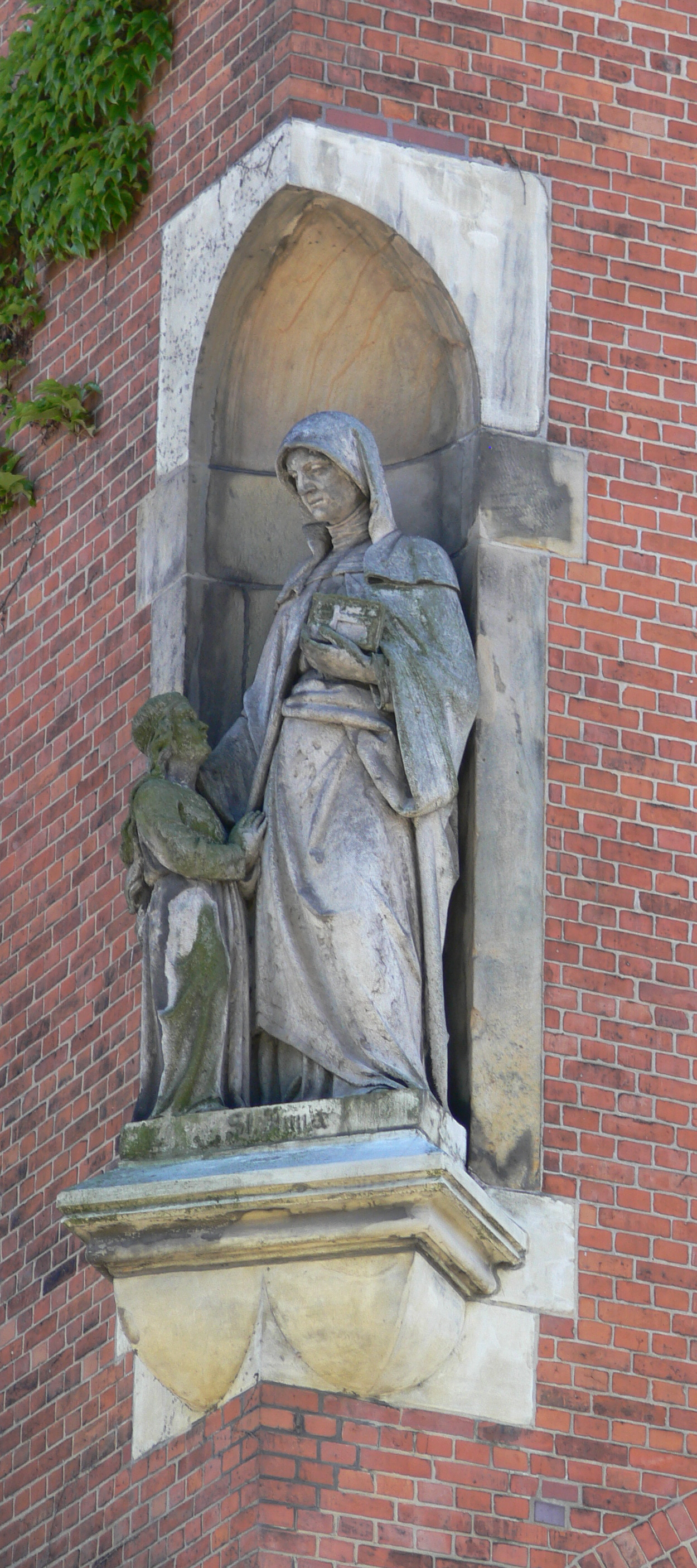
Skulpturengruppe St. Anna und Maria am ehemaligen HFLG-Verwaltungshaus

Ab 1886 wurde das ganze Wohnquartier für den Bau der Speicherstadt abgebrochen. Von 1891 bis 1897 errichtete man die Speicherblöcke P, Q und R am St. Annenufer und Neuer Wandrahm und von 1899 bis 1927, unterbrochen durch den Ersten Weltkrieg, die Blöcke S bis X im Gebiet östlich der Straße Bei St. Annen.

## Brücken
Als Insel, aber auch als Teil der Speicherstadt, die von zahlreichen Fleeten durchzogen ist, weist der Wandrahm eine verhältnismäßig große Dichte an Brücken auf.
Brücken über den Zollkanal, die eine Verbindungen vom Wandrahm zur Altstadt herstellen:
- Jungfernbrücke: Fußgängerbrücke zwischen Katharinenkirchhof und Neuer Wandrahm, der Name entsprach dem Kleinen Jungfernstieg, der vor dem Bau der Speicherstadt zwischen Neuem Wandrahm und Holländischer Reihe (heute St. Annenufer) lag;
- Kornhausbrücke: von der Brandstwiete zu Bei St. Annen, benannt nach dem bis 1871 am Neuen Wandrahm bestehenden Kornhaus;
- Wandrahmsteg: Fußgängerbrücke von der Willy-Brandt-Straße zum Teerhof, bis 1962 bestand an dieser Stelle die Große Wandrahmsbrücke;
- Oberbaumbrücke: führt über den Oberhafen und verbindet den Deichtorplatz mit der Poggenmühle; der Name stammt von der ab 1531 bestehenden Sperrung der Hafeneinfahrt mit einer hölzernen Pfahlreihe, entsprechend der Niederbaum-Sperre am Binnenhafen.

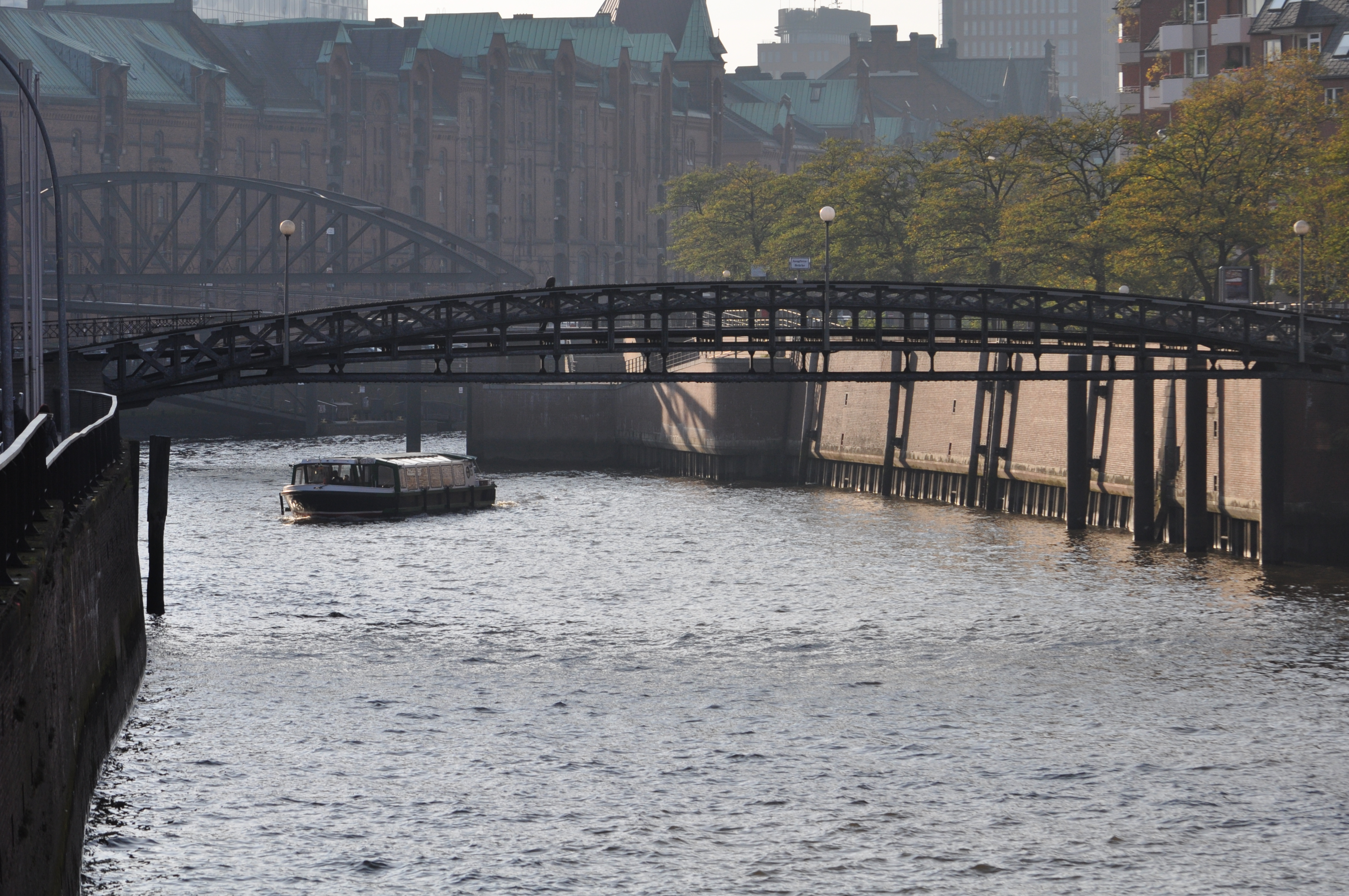
Jungfernbrücke
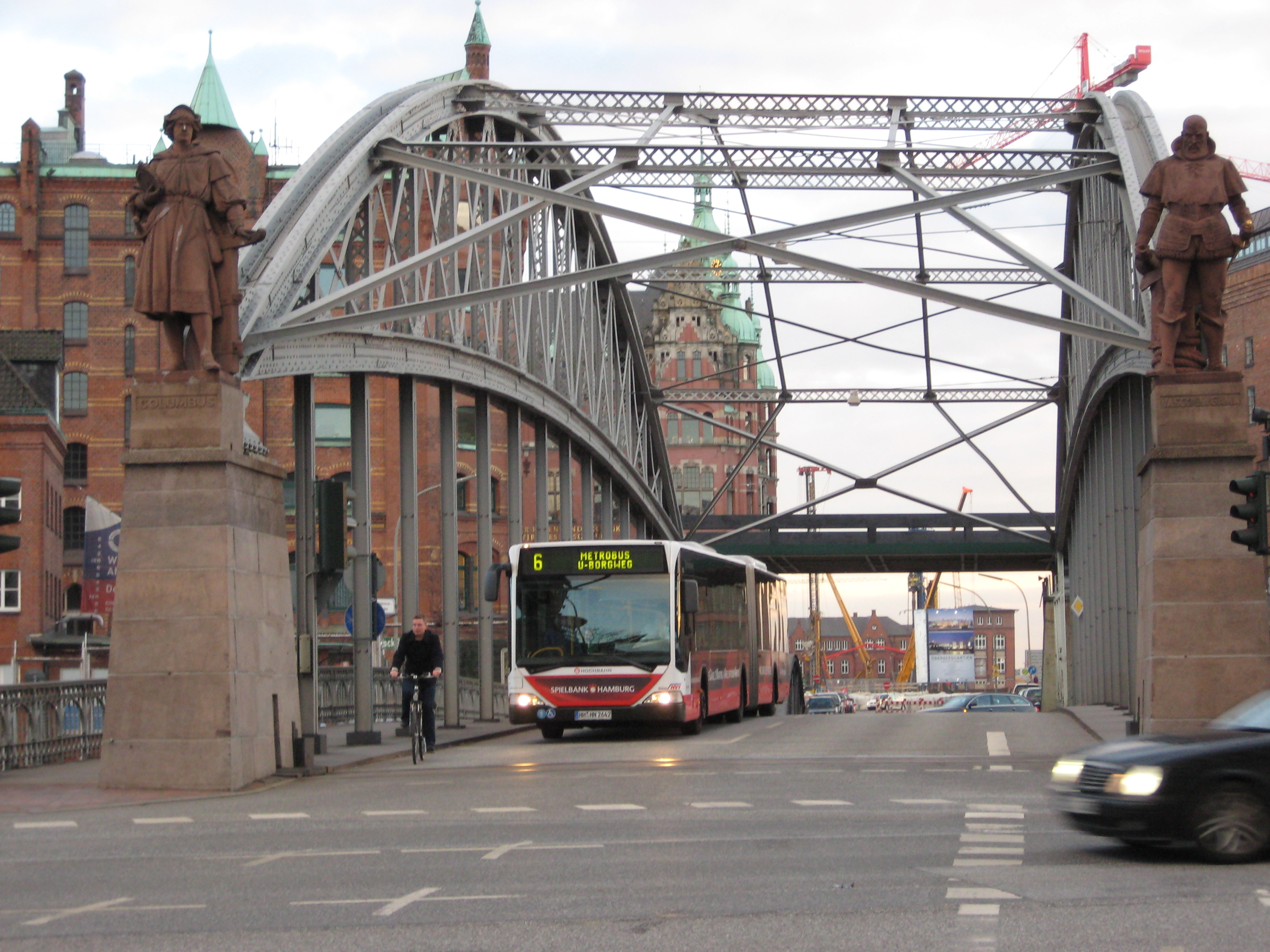
Kornhausbrücke
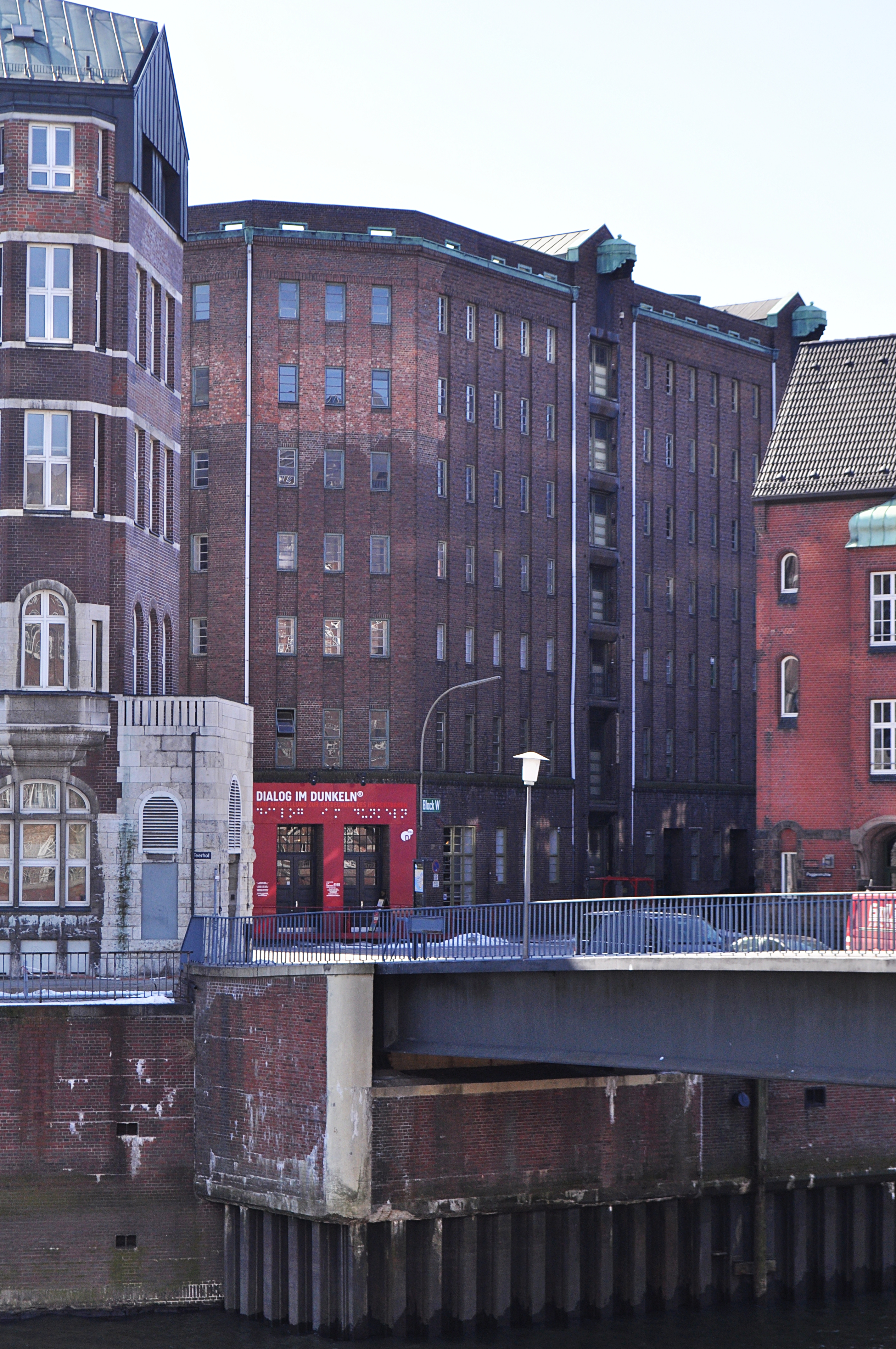
Wandrahmsteg
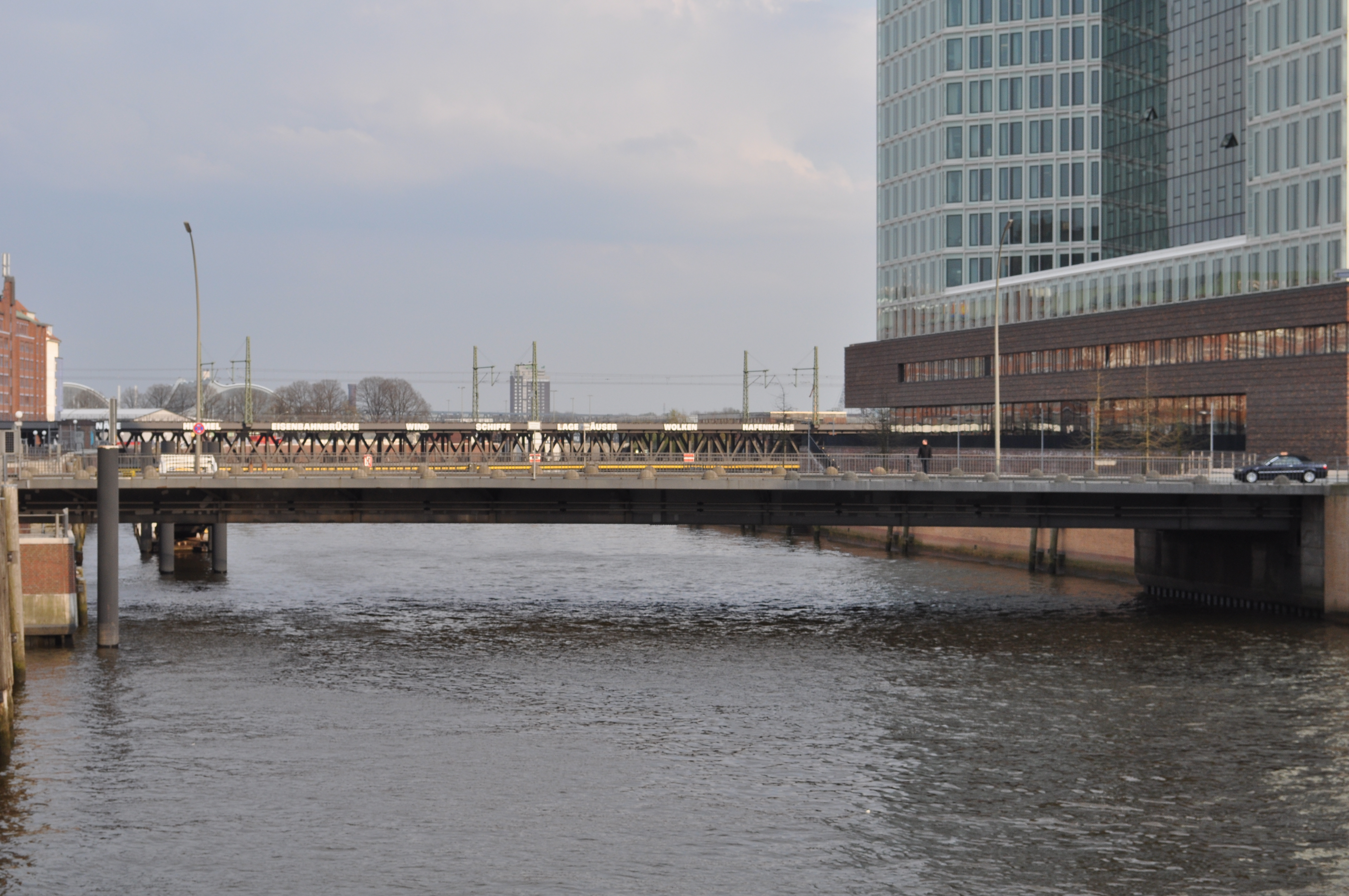
Oberbaumbrücke

Brücken über das Kleine Fleet, die eine Verbindungen vom Wandrahm zum Kehrwieder herstellen:
- Kannengießerbrücke: im Verlauf der Straßen Brook und Neuer Wandrahm;
- Pickhubenbrücke: mit dem Verlauf der Straße Pickhuben zum Kannengießerort, der Begriff Pickhuben verweist auf die Pechhaufen der bis in das 17. Jahrhundert hier tätigen Schiffbauer;

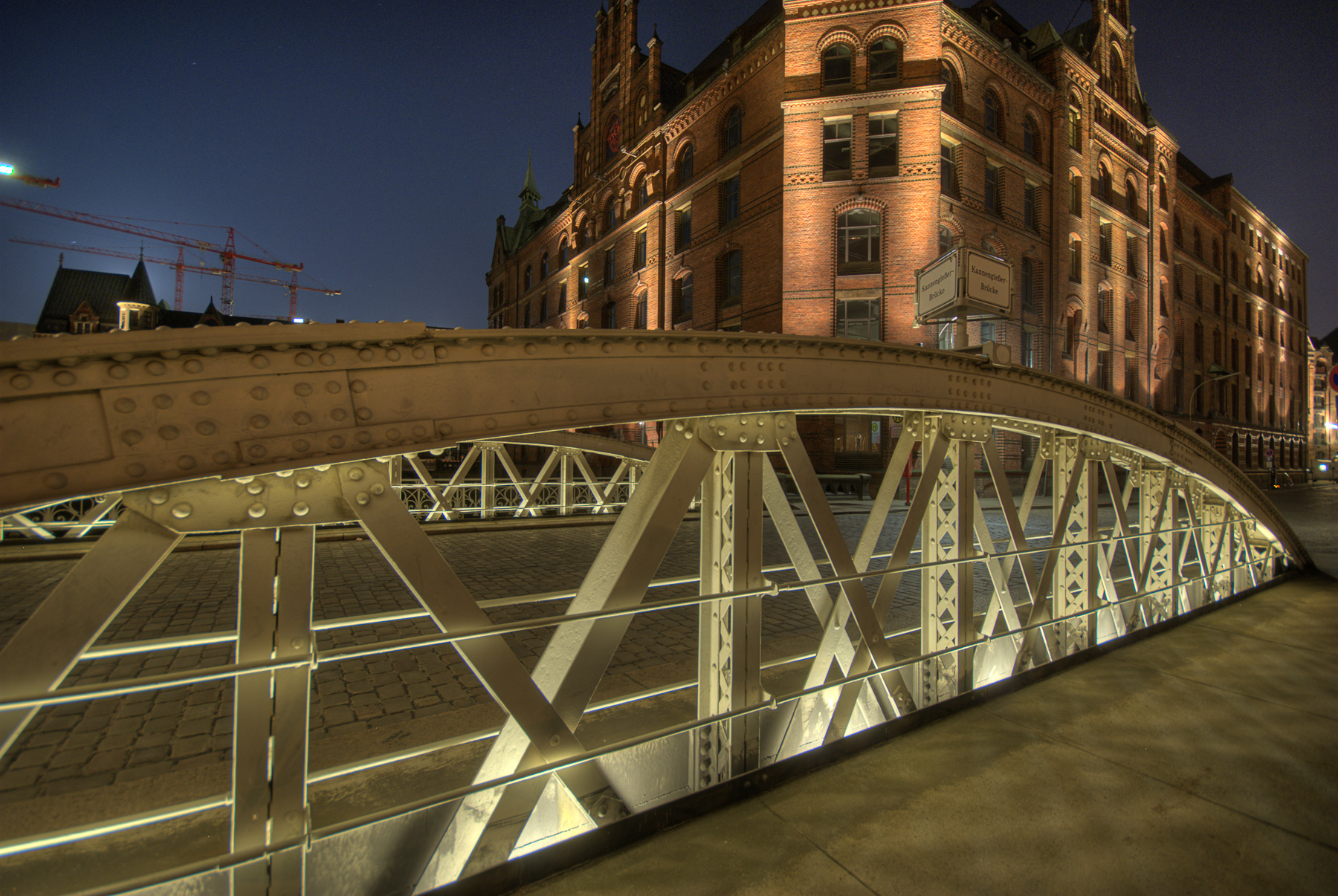
Kannengießerbrücke
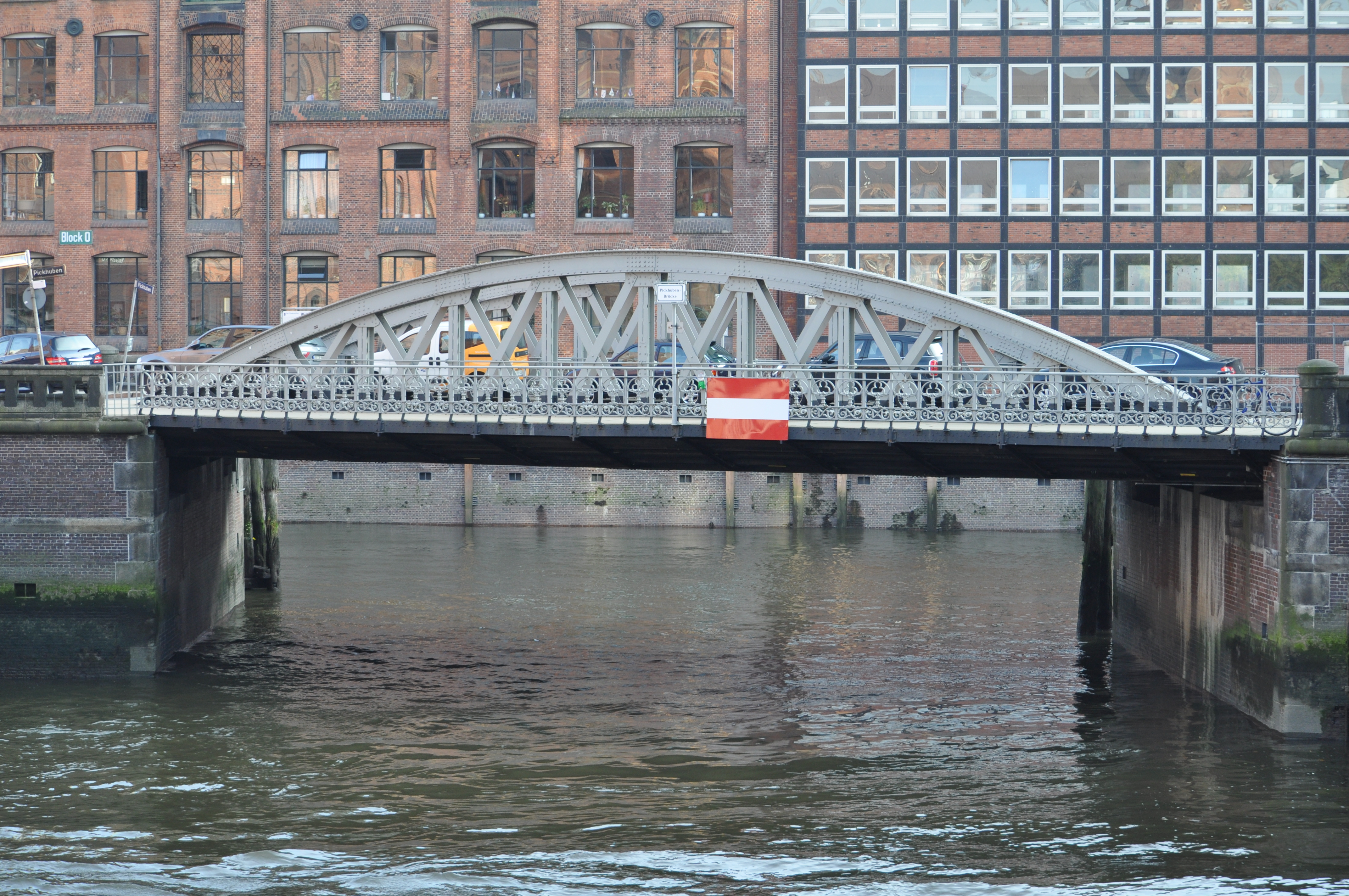
Pickhubenbrücke
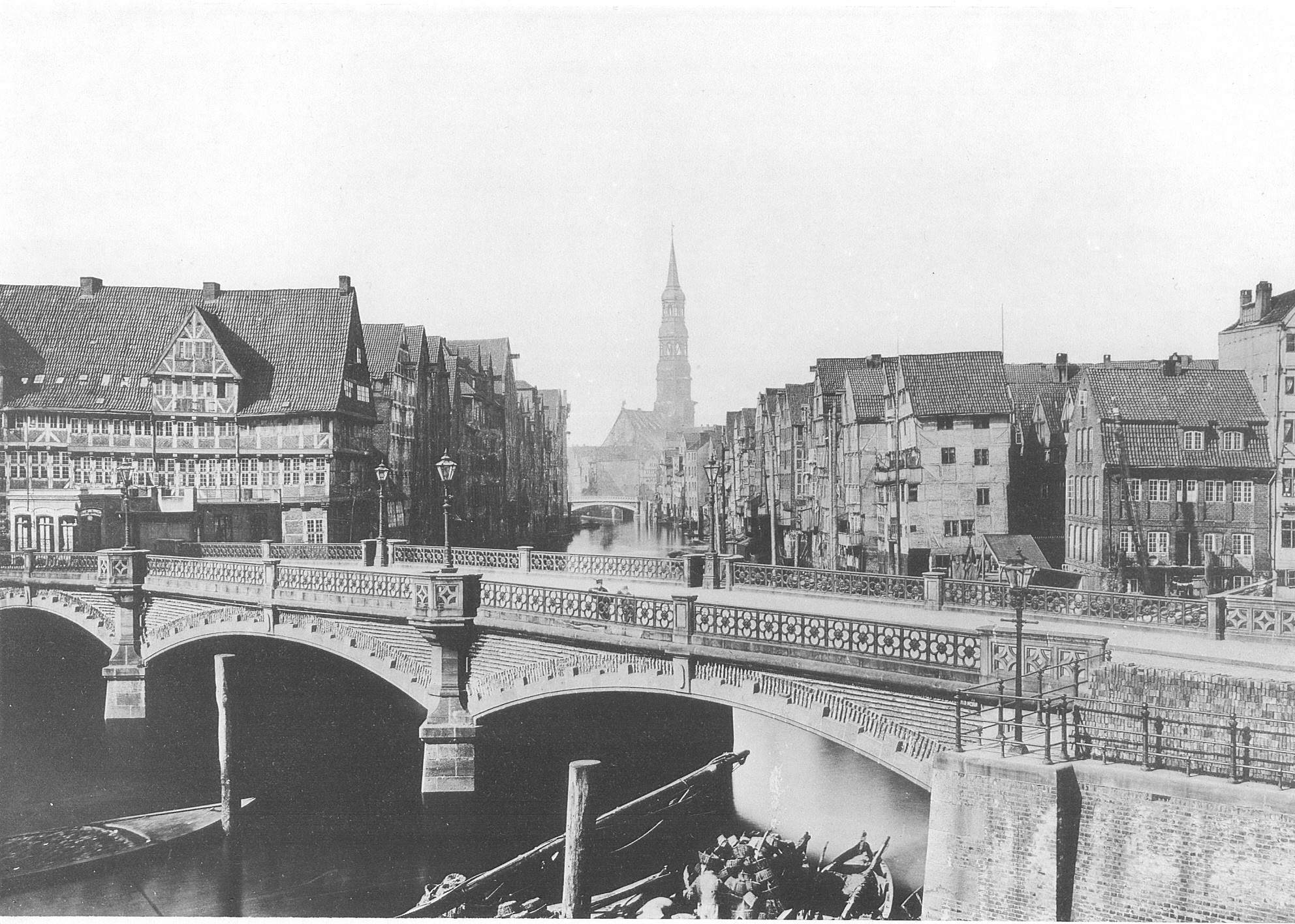
Wandrahmsbrücke, 1883

Brücken über das Wandrahmsfleet:
- Kannengießerortbrücke: im Verlauf der Straße Kannengießerort;
- Wandbereiterbrücke: im Verlauf der Straße Bei St. Annen;
- Wandrahmsfleetbrücke: führt vom Zoll zum Holländischen Brook im Verlauf der Straße Dienerreihe;
- Poggenmühlenbrücke: ist eine doppelte Brücke, also eine Brücke mit geteilten Fahrbahnen, sie führt vom Teerhof zur Poggenmühle; ist benannt nach der bis 1865 hier bestehenden Walk- und Pochmühle.

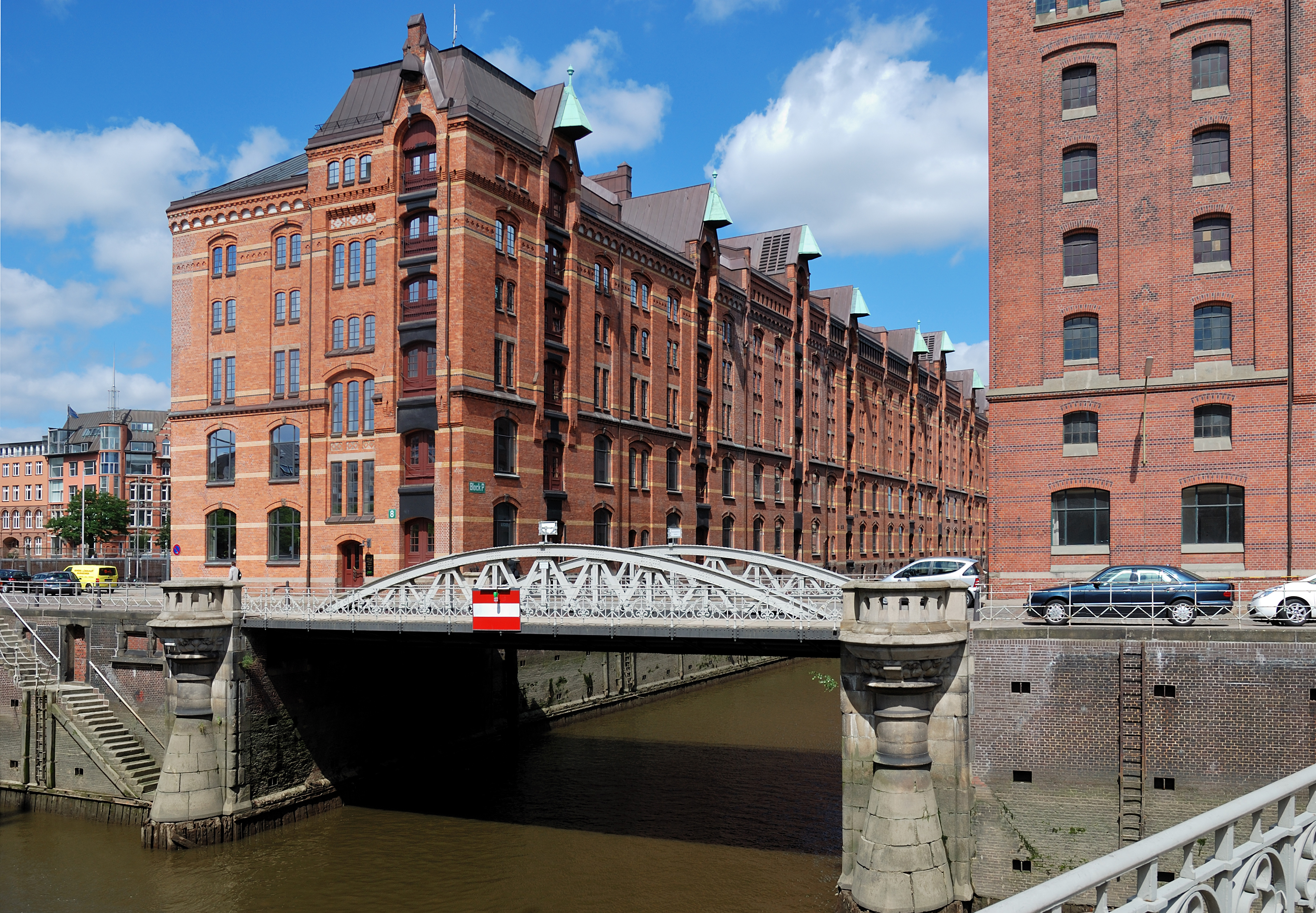
Kannengießerortbrücke
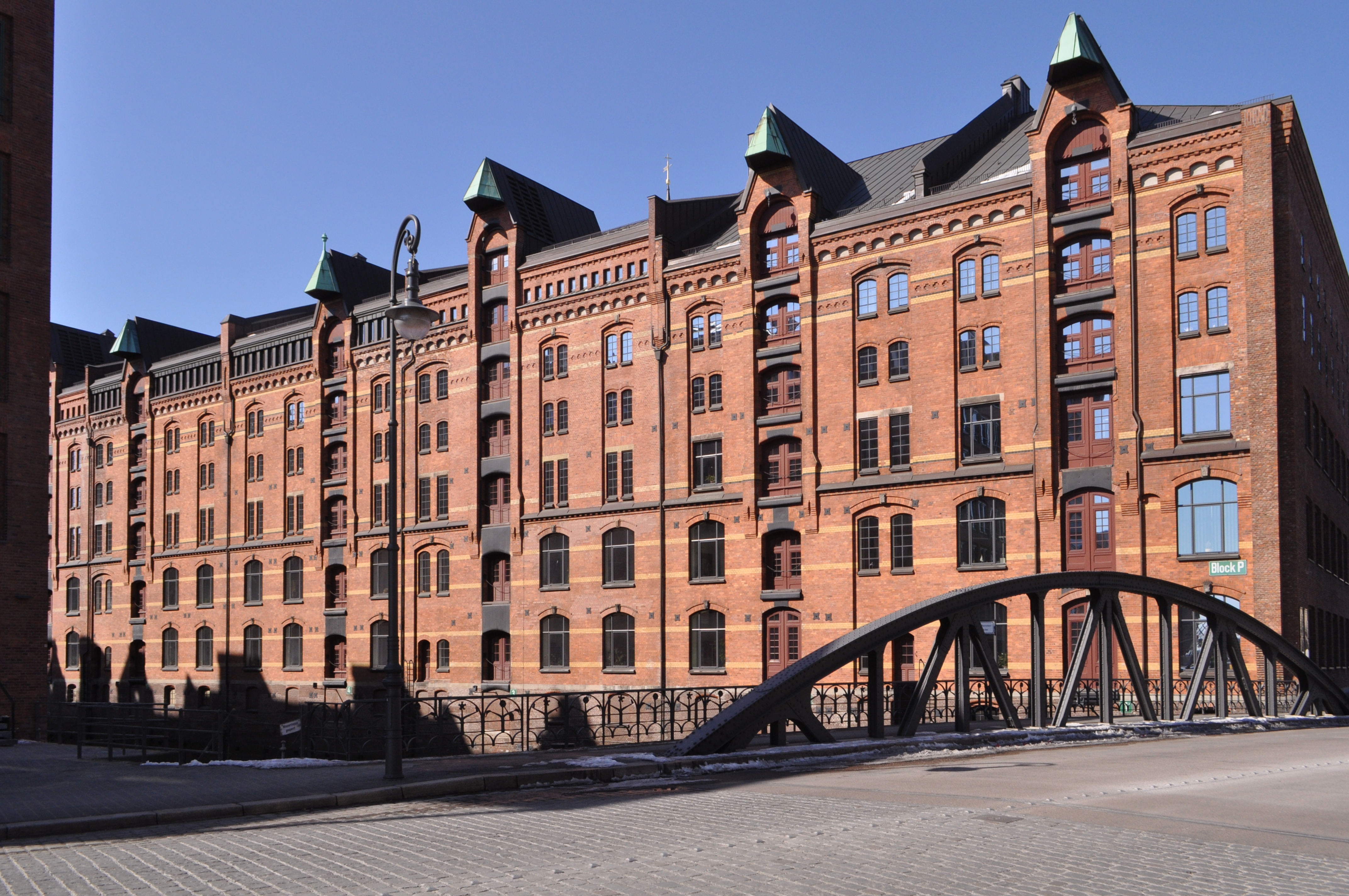
Wandbereiterbrücke
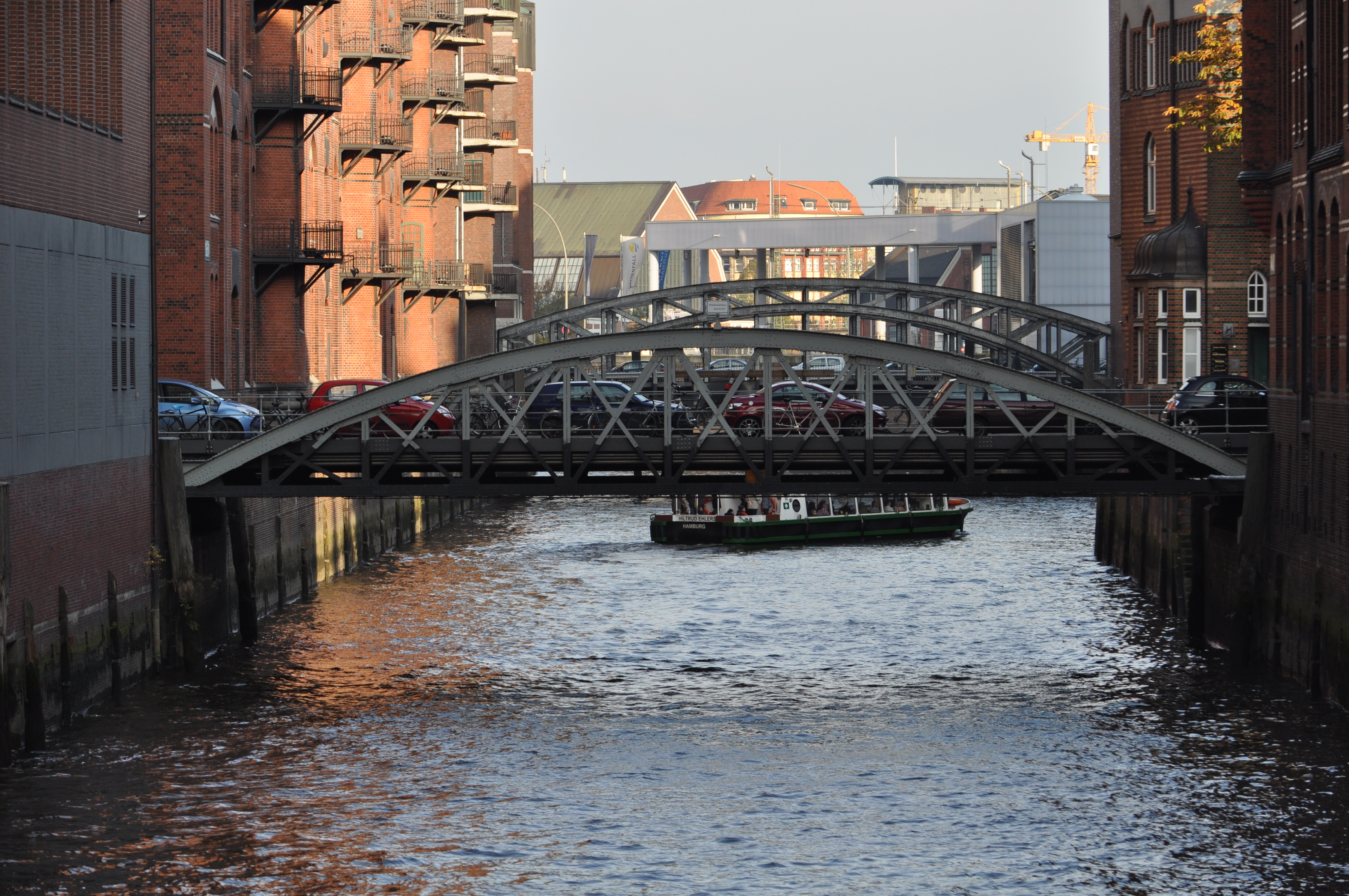
Wandrahmsfleetbrücke
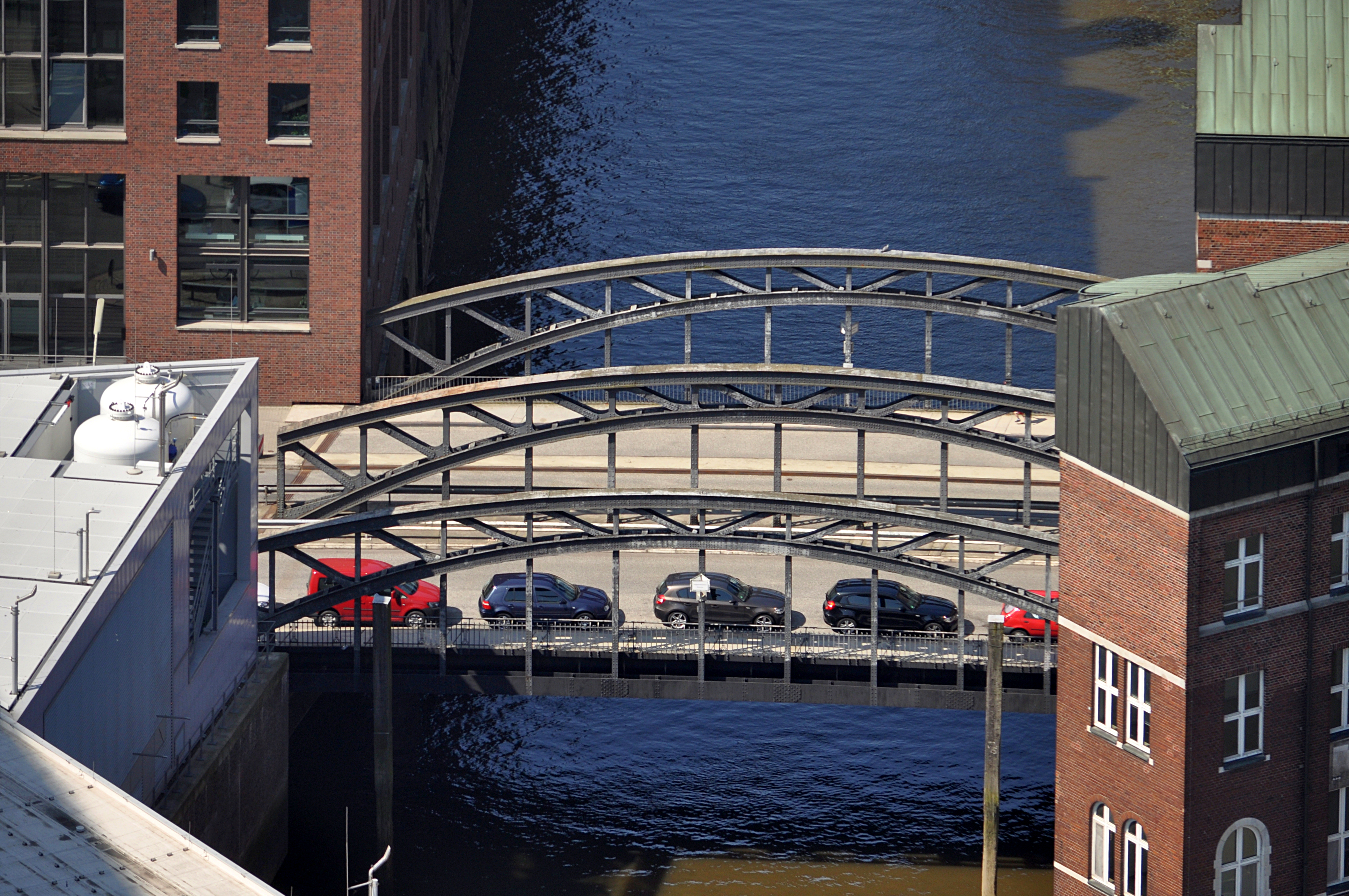
Poggenmühlenbrücke

Brücken über das St.-Annen-Fleet und Holländischbrookfleet:
- Neuerwegsbrücke: in Verlängerung der Pickhubenbrücke;
- St. Annenbrücke: im Verlauf der Straße Bei St. Annen;
- Holländischbrookfleetbrücke: führt vom Holländischen Brook zum Brooktorkai im Verlauf der Straße Dienerreihe, in Verlängerung der Wandrahmsfleetbrücke.

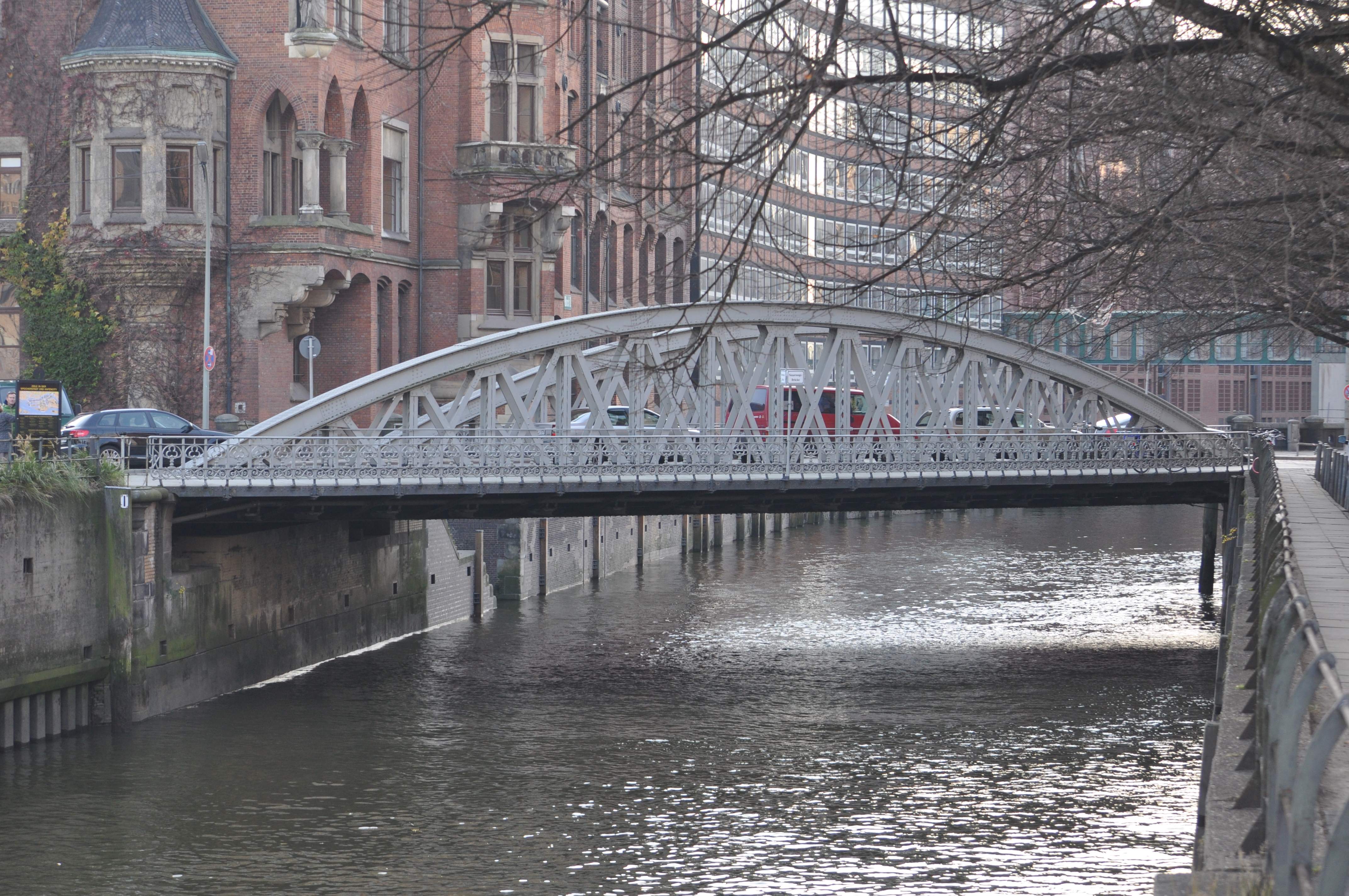
Neuerwegsbrücke
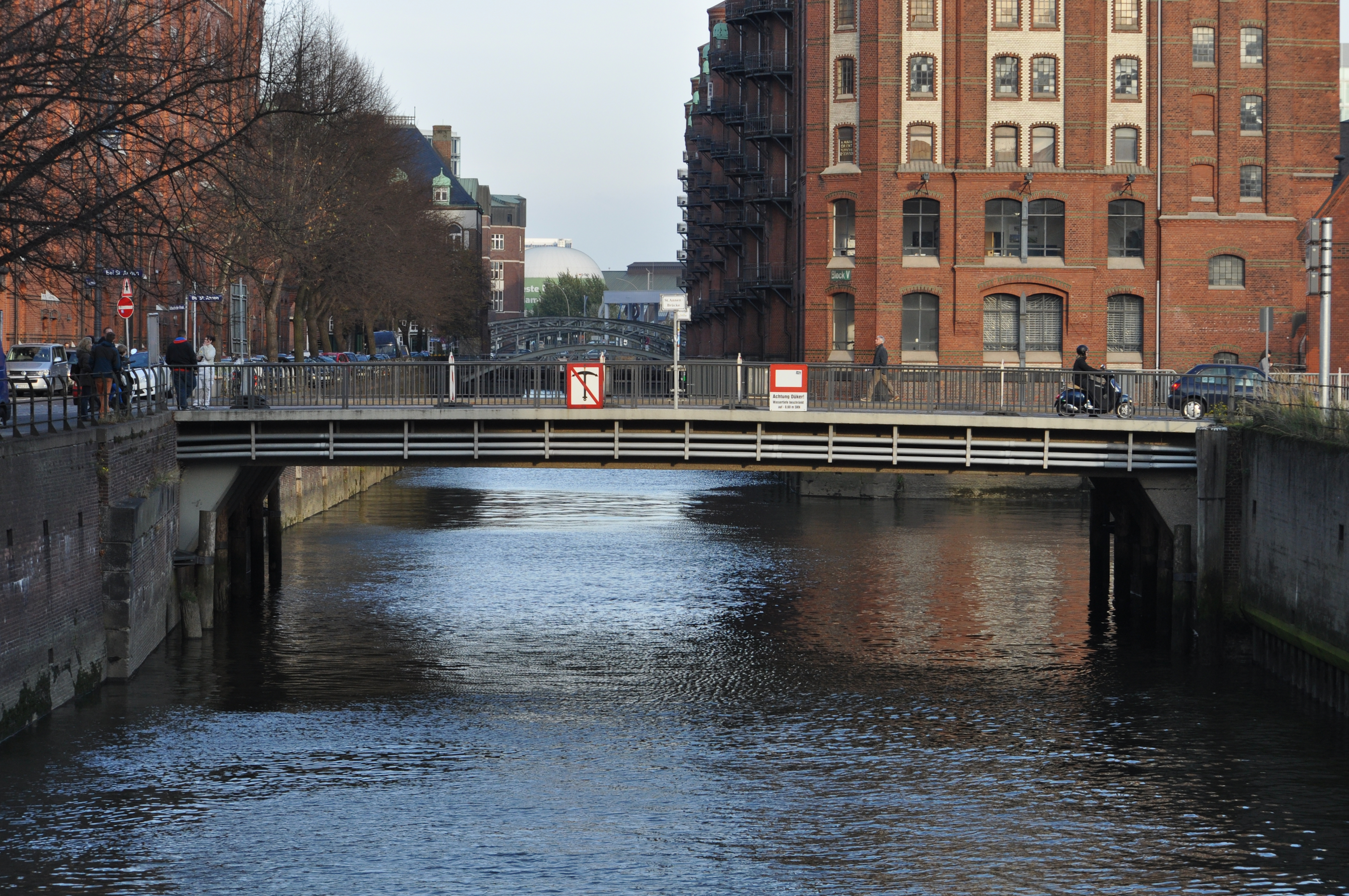
St. Annenbrücke
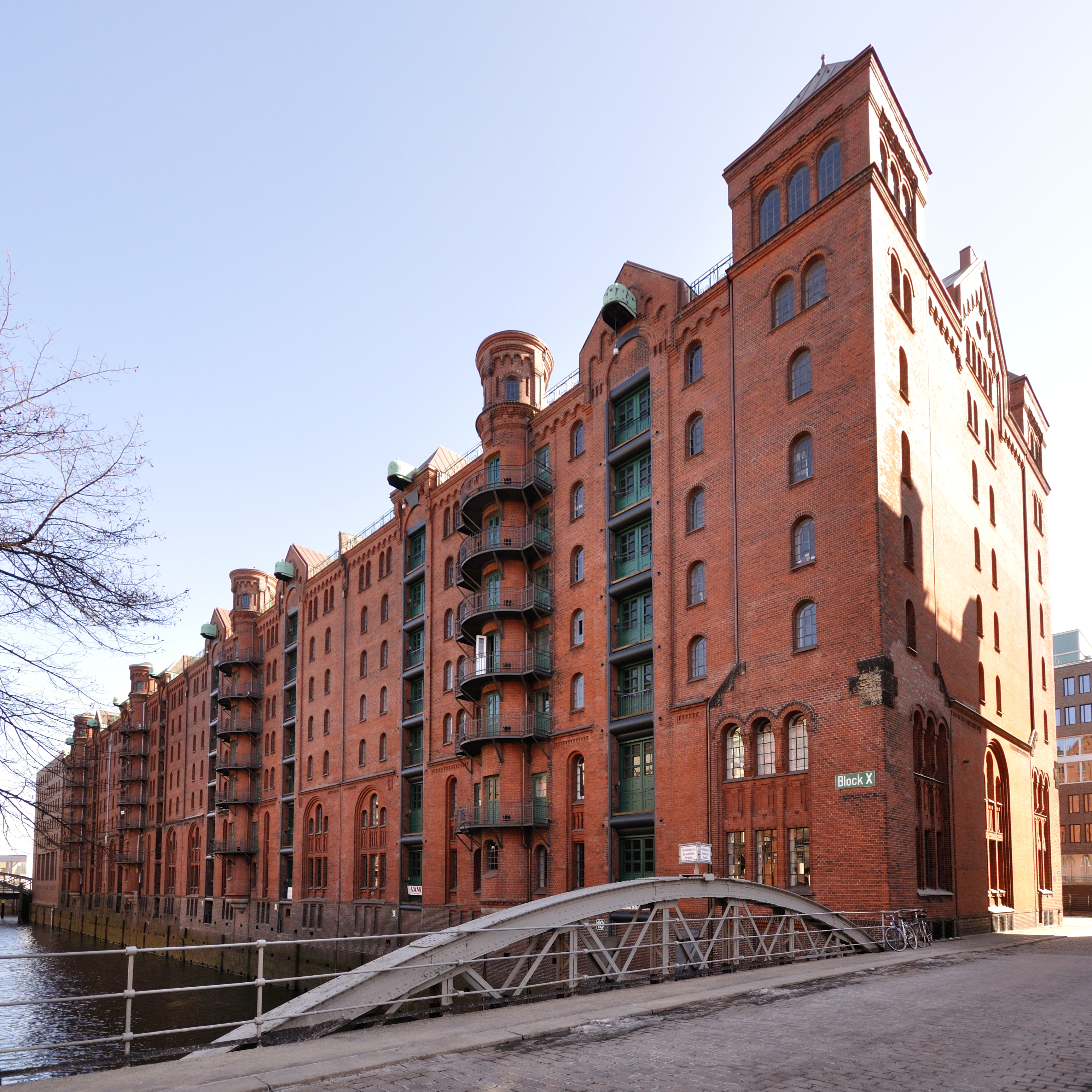
Holländischbrooks- fleetbrücke